# Вибіркове вивітрювання
Вибіркове вивітрювання (рос. выветривание избирательное, англ. selective weathering; нім. selektive Verwitterung f) — процес руйнування гірських порід, характер і інтенсивність якого обумовлений головним чином їх різним складом, структурою, текстурою та ін. Наприклад, темнозабарвлені гірські породи, які сильно поглинають теплове випромінення, фізично вивітрюються швидше у порівнянні з світлозабарвленими з високою відбивною здатністю. В аридних умовах затемнені ділянки скелястих виходів гірських порід вивітрюються хімічно інтенсивніше, ніж освітлені (вічкове вивітрювання).